# Коломієць Олексій Олександрович
Коломі́єць Олексі́й Олекса́ндрович (* 30.3.1921 — † 2.12.1996) — єфрейтор, учасник німецько-радянської війни.

## Життєпис
Закінчив Малобілозерську середню школу, вчився на курсах Гуляйпільської педагогічної школи, працював вчителем в Малій Білозерці. В часі нацистської окупації перебував в селі.
На фронті з грудня 1943 року, розвідник. Воював в складі 224-ї Запорізької стрілецької дивізії, 911-й стрілецький полк Південно-Західного, потім Третього Українського фронту.
Брав участь в боях за звільнення Апостолового, Нікополя, Миколаєва, Одеси, Молдови, Болгарії; поранений біля Великої Михайлівки, згодом зазнав ще кількох поранень.
Після демобілізації працював учителем початкових класів, вихователем в дитячому будинку. На пенсію пішов з посади вихователя групи продовженого дня Малобілозерської ЗОШ, загальний стаж роботи склав 43 роки.
Займався громадською діяльністю, очолював штаб народної дружини, був позаштатним інспектором ДАІ, нагороджений медаллю «За відмінну службу з охорони громадського порядку» (1987). З дружиною Раїсою виховали дочку Валентину. Від другого шлюбу виховали двох дочок.